# Digimon Survive
Digimon Survive (яп. デジモンサヴァイブ Дэдзимон Саваибу) — компьютерная игра в жанрах визуальной новеллы и тактической RPG, разработанная японской студией Hyde и изданная Bandai Namco Entertainment. Релиз состоялся в 2022 году. Принадлежит к франшизе Digimon. В сюжете игры наблюдается несколько жутковатый тон.

## Игровой процесс
В отличие от предыдущих игр Digimon, большую геймплейную часть Digimon Survive составляет визуальная новелла.
Остальная часть игры — тактическая RPG с элементами коллекционирования питомцев. Игрок собирает питомцев, развивает их и раздаёт им различное снаряжение, чтобы использовать их в боях. В Digimon Survive имеется большое количество различных питомцев и их форм. Игрок при помощи разговоров во время боя может переманивать вражеских питомцев на свою сторону или улучшать характеристики своих питомцев.

## Разработка
После успехов последних игр серии Digimon Story Bandai Namco решила профинансировать новую игру в серии. Она была анонсирована летом 2018 года в журнале Weekly Jump, тогда разработкой занималась японская студия Witchcraft. Вскоре открылся и официальный сайт игры, там появилась предполагаемая тогда дата выхода: 2019 год (на двадцатилетие аниме-серии Digimon), и консоли, на которых выйдет игра, — PlayStation 4 и Nintendo Switch. После, в версии трейлера игры на традиционном китайском языке стали известны и две другие платформы — Xbox One и Windows.
На Anime Expo 2019, а именно на панели посвящённой франшизе Digimon, был объявлен перенос даты выпуска на 2020 год. Уже в июле 2021 года дата релиза снова переместилась уже на 2022 год.
На Digimon Con 2022 стало известно, что у игры сменилась студия-разработчик. На смену Witchcraft пришла Hyde.
Мировой релиз Digimon Survive состоялся 29 июля 2022 года. Игра была разработана на игровом движке Unity.

## Восприятие
| Сводный рейтинг       | Сводный рейтинг                                  |
| Агрегатор             | Оценка                                           |
| --------------------- | ------------------------------------------------ |
| Metacritic            | ПК: 83/100 PS4: 70/100 Switch: 77/100 XO: 70/100 |
| Иноязычные издания    |                                                  |
| Издание               | Оценка                                           |
| Game Informer         | Switch: 7,25/10                                  |
| GameSpot              | XO: 6/10                                         |
| IGN                   | 6/10                                             |
| Nintendo Life         | Switch:                                          |
| Nintendo World Report | Switch: 8/10                                     |
| Русскоязычные издания |                                                  |
| Издание               | Оценка                                           |
| StopGame.ru           | «Похвально»                                      |

### Рецензии
Согласно сайту-агрегатору Metacritic, игра получила «смешанные отзывы» на PlayStation 4 и Xbox One и «в основном положительные отзывы» на ПК и Nintendo Switch. Кирилл Волошин из StopGame.ru в своём отзыве хвалит игру за интересные сюжет и битвы, хорошие графику и звук, отмечая затянутость некоторых сцен и слишком низкую сложность в начале игры. При этом Трэвис Норсап из IGN о боевой системе пишет, что она «настолько примитивная и банальная, что сложно назвать [игру] тактической», в остальном отмечая почти те же положительные стороны, что и рецензент из StopGame. Джордан Реми из GameSpot замечает, что «сегменты с исследованием [окружения] неинтересны».
Игра была в основном положительно принята игроками, хотя от них и поступали жалобы на то, что слишком большое количество игрового времени уделено диалогам.

### Продажи
Сразу своего после выхода Digimon Survive временно стала одним из лидеров по продажам в сервисе цифровой дистрибуции Steam, к концу июля сохраняя 3-е место в топе, уступая лишь Stray и Steam Deck — тогдашней новой консоли Valve.
В первые дни после релиза игра попала на второе место среди самых продаваемых игр в Японии за конец июля 2022 года, уступив только Xenoblade Chronicles 3; за это время было продано около 29 000 копий игры на консоли Nintendo Switch. За тот же временной период игра также попала в топ-10 самых продаваемых игр в Соединённом королевстве, попав на 10-е место.
Согласно официальному американскому твиттер-аккаунту Bandai Namco, к концу 2022 года было продано более 500 000 цифровых и физических копий Digimon Survive.